# 溪西镇
溪西镇，是中华人民共和国广东省揭阳市惠来县下辖的一个镇。

## 行政区划
溪西镇下辖以下地区：
新溪社区、溪一村、溪二村、西卫村、院前村、村头村、西湖村、清平村、后山村、鲁阳村、曲溪村、尖坑村、永安村、盟山村、山头村、新圩村、镇前村、军林村、溪南村、山陇村和埔洋村。